# Тальмон-Сент-Илер (кантон)
Тальмон-Сент-Илер (фр. Talmont-Saint-Hilaire) — кантон во Франции, находится в регионе Пеи-де-ла-Луар, департамент Вандея. Входит в состав округа Ле-Сабль-д'Олон.

## История
Кантон Тальмон-Сент-Илер был создан в 1790 году и его состав несколько раз менялся. Современный кантон Тальмон-Сент-Илер образован в результате реформы 2015 года. В его состав вошли коммуны упраздненного кантона Ла-Мот-Ашар и три коммуны кантона Ле-Сабль-д’Олон.
С 1 января 2017 года состав кантона изменился. Коммуны Ла-Мот-Ашар и Ла-Шапель-Ашар образовали новую коммуны Лез-Ашар.

## Состав кантона с 1 января 2017 года
В состав кантона входят коммуны (население по данным Национального института статистики за 2019 г.):
- Арвийе (1 423 чел.)
- Больё-су-ла-Рош (2 252 чел.)
- Вере (1 744 чел.)
- Гросбрёй (2 229 чел.)
- Жар-сюр-Мер (2 665 чел.)
- Л’Иль-д’Олон (2 783 чел.)
- Ла-Шапель-Эрмье (900 чел.)
- Ле-Бернар (1 239 чел.)
- Ле-Жируар (1 097 чел.)
- Лез-Ашар (5 271 чел.)
- Лонгвиль-сюр-Мер (2 405 чел.)
- Мартине (1 171 чел.)
- Ньёль-ле-Долан (2 549 чел.)
- Пуару (1 158 чел.)
- Сен-Венсан-сюр-Жар (1 312 чел.)
- Сен-Жорж-де-Пуантенду (1 696 чел.)
- Сен-Жюльен-де-Ланд (1 872 чел.)
- Сен-Матюрен (2 323 чел.)
- Сент-Илер-ла-Форе (790 чел.)
- Сент-Флев-де-Луп (2 439 чел.)
- Сент-Фуа (2 378 чел.)
- Тальмон-Сент-Илер (7 831 чел.)

## Политика
На президентских выборах 2022 г. жители кантона отдали в 1-м туре Эмманюэлю Макрону 32,1 % голосов против 27,3 % у Марин Ле Пен и 12,8 % у Жана-Люка Меланшона; во 2-м туре в кантоне победил Макрон, получивший 55,8 % голосов. (2017 год. 1 тур: Франсуа Фийон – 25,2 %, Эмманюэль Макрон – 23,8 %, Марин Ле Пен – 22,4 %, Жан-Люк Меланшон – 14,1 %; 2 тур: Макрон – 63,5 %).
С 2021 года кантон в Совете департамента Вандея представляют руководитель компании из Л’Иль-д’Олон Селин Пенье (Céline Peigney) (Разные правые) и мэр коммуны Тальмон-Сент-Илер Максанс де Рюжи (Maxence de Rugy) (Республиканцы).
|                | Кандидаты                    | Партия                   | Первый тур | Первый тур     | Второй тур | Второй тур |
| Кол-во голосов | Кандидаты                    | Партия                   | % голосов  | Кол-во голосов | % голосов  |            |
| -------------- | ---------------------------- | ------------------------ | ---------- | -------------- | ---------- | ---------- |
|                | Селин Пенье Максанс де Рюжи  | Разные правые            | 6 804      | 54,48          | 8 484      | 71,70      |
|                | Брижитт Невё Патрик Тентюрье | Национальное объединение | 3 339      | 26,73          | 3 348      | 28,30      |
|                | Изабель Рондо Меди Седдуки   | Коммунистическая партия  | 2 347      | 18,79          |            |            |

|                | Кандидаты                               | Партия                  | Первый тур | Первый тур     | Второй тур | Второй тур |
| Кол-во голосов | Кандидаты                               | Партия                  | % голосов  | Кол-во голосов | % голосов  |            |
| -------------- | --------------------------------------- | ----------------------- | ---------- | -------------- | ---------- | ---------- |
|                | Пьер Бертоме Северин Бюлто              | Правый блок             | 7 721      | 44,46          | 10 583     | 65,73      |
|                | Жан-Франсуа Алонсо Патрисия Ларош-Андро | Национальный фронт      | 5 420      | 31,21          | 5 518      | 34,27      |
|                | Патрис Гойе Клодин Ордонно              | Социалистическая партия | 3 127      | 18,01          |            |            |
|                | Жослин Абжан Клодет Давене              | Левый фронт             | 1 099      | 6,33           |            |            |